# 4. HNL – Jug A 2006./07.
Četvrta hrvatska nogometna liga – Jug, podskupina A, 2006./07.
| Poredak | Klub                 | Utakmica | Pobjeda | Neodlučeno | Poraza | Postigli golova | Primili golova | Gol-razlika | Bodova | Sljedeća sezona                         |
| ------- | -------------------- | -------- | ------- | ---------- | ------ | --------------- | -------------- | ----------- | ------ | --------------------------------------- |
| 1.      | NK Neretvanac Opuzen | 28       | 16      | 8          | 4      | 46              | 22             | +44         | 56     | 3. HNL – Jug 2007./08.                  |
| 2.      | NK Split             | 28       | 12      | 6          | 10     | 46              | 34             | +12         | 42     | 4. HNL – Jug A 2007./08.                |
| 3.      | NK Croatia Zmijavci  | 28       | 13      | 2          | 13     | 49              | 43             | +6          | 41     | 4. HNL – Jug A 2007./08.                |
| 4.      | NK Postira-Sardi     | 28       | 12      | 5          | 11     | 40              | 37             | +3          | 41     | 4. HNL – Jug A 2007./08.                |
| 5.      | NK Urania Baška Voda | 28       | 12      | 5          | 11     | 35              | 36             | -1          | 40     | 4. HNL – Jug A 2007./08.                |
| 6.      | NK Orkan Dugi Rat    | 28       | 13      | 1          | 14     | 29              | 32             | -3          | 40     | 4. HNL – Jug A 2007./08.                |
| 7.      | HNK Slaven Gruda     | 28       | 11      | 5          | 12     | 38              | 46             | -6          | 38     | 4. HNL – Jug A 2007./08.                |
| 8.      | ONK Metković         | 28       | 6       | 2          | 20     | 24              | 60             | -36         | 20     | 1. ŽNL Dubrovačko-neretvanska 2007./08. |

NK Neretvanac je izborio plasman u 3. HNL – Jug, a iz lige je ispao ONK Metković. 